# Tenchu
Tenchu (jap. 天誅, Tenchū, dt. „Strafe des Himmels“) ist eine japanische Videospielreihe, die in der Sengoku-Zeit um etwa 1600 angesiedelt ist. Der 1998 für die PlayStation erschienene erste Teil der Reihe, Tenchu - Stealth Assassins, gilt neben der Metal-Gear- und Thief-Reihe als Mitbegründer des Stealth-Genres.
Die Hauptfiguren der Spiele sind die beiden Ninja Rikimaru und Ayame, Kämpfer des Hauses Gohda, die in dessen Ansinnen diverse Aufträge, in der Hauptsache Auftragsmorde, zu erfüllen haben. Dies geschieht in der für Stealth-Spiele typischen Weise durch Anschleichen und heimliches Vorgehen. Für die Präsentation der Spiele wurden zahlreiche Elemente der japanischen Geschichte und japanischen Mythologie verwendet.
Dem Erstling folgten zahlreiche Fortsetzungen und Ableger, die für diverse Konsolen erschienen sind. Die PlayStation-Teile der Reihe entwickelte das japanische Entwicklerstudio Acquire, die späteren Teile stammen von K2 und From Software. Veröffentlicht wurden alle Teile der Reihe von Activision (die ersten 3), Ubisoft und Sega. Der vierte Teil der Reihe ist für Wii (und etwas später auch für PSP) erschienen, wobei man in der PSP-Version deutlich für Wii konzipierte Steuerungsmechaniken findet; vor allem im Schwertkampf.

## Spielablauf
Die Tenchu-Reihe präsentiert sich als Action-Adventure mit starken Stealth-Einlagen, sowie Kämpfen, die jedoch weitgehend vermieden werden sollen. Zu Beginn des Spieles hat man als Spieler die Möglichkeiten zwischen den beiden spielbaren Charakteren Rikimaru (力丸), einem erfahrenen und grimmigen Ninja, der mit einem Ninjatō, das er auf dem Rücken trägt, bewaffnet ist, oder der jungen Kunoichi Ayame (彩女), die zwei Kodachi als Waffen führt, zu wählen. Weitere Charaktere sind in manchen Spielen erspielbar oder nur in anderen enthalten. Beide dienen mit ihrem Azuma Ninja Clan, dessen letzte Überlebende Rikimaru und Ayame sind, dem angesehenen Lord Gohda, dem sie treu ergeben sind und dessen Interessen sie vertreten. 
Zu Beginn einer jeden Mission erhält man den jeweiligen Auftrag. Dabei müssen beispielsweise Auftragsmorde erledigt werden, etwa an einem Kaufmann, der die Bürger ausbeutet und unterjocht oder an korrupten Politikern oder Anführern verfeindeter Clans. Weitere Aufträge sind etwa Botengänge durch feindliches Gebiet oder das Befreien von Gefangenen. Vor Beginn kann man, neben der Standardwaffe und dem Greifhaken, mit dem man höhere Lagen erreicht, weitere Waffen, wie Shuriken, Rauch- oder Brandbomben, sowie andere Gegenstände, wie vergiftetes Essen, auswählen, um diese fortan zu nutzen.
Als Spieler steuert man die Spielfigur aus der Verfolgerperspektive durch die offenen Areale, bei denen es gilt möglichst heimlich und ungesehen das Ziel zu erreichen. Hierzu nutzt man die zahlreichen Fertigkeiten der Ninja, schleicht umher und nutzt mögliche Verstecke und die Dunkelheit, um Wachen und Häschern zu entgehen. Hat man sich nahe genug unbemerkt an einen Gegner herangeschlichen, kann man auf Knopfdruck einen sogenannten Stealth-Kill auslösen; Eine Aktion die eine kurze Sequenz auslöst, bei der der Feind gekonnt getötet wird. Wird man von einem Gegner erblickt, nehmen diese die Verfolgung auf. Entweder stellt man sich nun dem offenen Kampf, bei dem man gegen eine Übermacht oft den Kürzeren zieht, oder man sucht sein Heil in der Flucht und versteckt sich, bis sich die Lage wieder beruhigt hat. Gegner treten dabei in drei Gemütslagen auf (ruhig, wachsam, kampfbereit). Um diese zu erkennen, wie auch die Gesundheit der Feinde, dient die Ninja-Intuition in der Bildschirmecke, an der man auch die Entfernung zum nächsten Feind ablesen kann. Geduld und taktisches Vorgehen sind eine wesentliche Voraussetzung, um ein Level erfolgreich beenden zu können.
Am Ende der meisten Level (zuweilen auch anfangs oder währenddessen) bestreitet man einen Bosskampf gegen einen besonders starken Gegner, den man im offenen Kampf bezwingen muss. Filmsequenzen spinnen die Handlung weiter. Nach jedem Level wird vom Spiel Bilanz gezogen und das eigene Vorgehen bewertet. Dabei können je nach Spielweise, Schmähungen wie Amateur oder Lob in Form der Bezeichnung Großmeister auftreten, welche sich auch auf die Menge und Qualität der Ausrüstung auswirken, die man für das Abschließen der Mission erhält: Je besser die Bewertung ausfällt, desto mehr und bessere Ausrüstung bekommt die Spielfigur in Zukunft von Lord Gohda zur Verfügung gestellt.

## Die Reihe
Beim Ursprung der Serie Ende der 1990er Jahre galt das Spielprinzip als neu und innovativ und Tenchu erhielt viel Kritikerlob. Besonders gelobt wurde auch immer die packende Atmosphäre der Spiele und der Soundtrack.
Zahlreiche später erschienene Spiele wie Splinter Cell oder Hitman griffen Elemente aus Tenchu auf oder entwickelten diese weiter. Neuere Teile der Tenchu-Reihe werden von der Fachpresse aufgrund mangelnder Neuerungen kritisiert. Andere Teile boten zudem Grund zur Kritik aufgrund grafischer Schwächen oder der schwierigen Steuerung in den offenen Kämpfen. Jugendschützer kritisieren zudem den hohen Gewaltanteil der Spiele.
1998 erschien nur in Japan das Spiel Tenchū. Eine erweiterte und überarbeitete Version dieses Spieles fand dann als Tenchu: Stealth Assassins seinen Weg in den Westen. Ebendieses überarbeitete Spiel wurde später in Japan erneut als Tenchu: Shinobi Hyakusen veröffentlicht. Tenchu: Stealth Assassins (ohnehin ab 18 Jahren freigegeben) wurde nach seinem Erscheinen in Deutschland von der Bundesprüfstelle für jugendgefährdende Schriften indiziert. Begründet wurde dies mit der derben Gewaltdarstellung sowie dem Spielprinzip des „hinterhältigen Tötens“. Die Indizierung der unzensierten Version wurde nach Ablauf der 25-Jahres-Frist im März 2024 von der Bundeszentrale für Kinder- und Jugendmedienschutz aufgehoben.
Eher als Ableger zu betrachten ist das Spiel Tenchu: Shadow Assault. Dieses Download-Spiel für die Xbox 360 erschien am 8. Oktober 2008 in Japan und bietet ein Action- und Puzzlespiel in isometrischer Perspektive.

## Chronologie
| Titel                                    | Plattform                  | Erscheinungsdatum Japan | Erscheinungsdatum Nordamerika | Erscheinungsdatum Europa |
| ---------------------------------------- | -------------------------- | ----------------------- | ----------------------------- | ------------------------ |
| Tenchū                                   | PlayStation                | 26. Februar 1998        |                               |                          |
| Tenchu: Stealth Assassins                | PlayStation                |                         | 31. Oktober 1998              | 31. August 1998          |
| Tenchu: Shinobi Hyakusen                 | PlayStation                | 11. November 1999       |                               |                          |
| Tenchu 2: Birth of the Stealth Assassins | PlayStation                | 30. November 2000       | 7. August 2000                | 8. September 2000        |
| Tenchu: Wrath of Heaven                  | PlayStation 2              | 24. April 2003          | 11. März 2003                 | 7. März 2003             |
| Tenchu: Return from Darkness             | Xbox                       | 27. Mai 2004            | 9. März 2004                  | 17. März 2004            |
| Tenchu: Fatal Shadows                    | PlayStation 2              | 22. Juli 2004           | 15. Februar 2005              | 26. April 2005           |
| Tenchu: Time of the Assassins            | PlayStation Portable       | 28. Juli 2005           |                               | 22. Juni 2006            |
| Tenchu: Dark Secret                      | Nintendo DS                | 6. April 2006           | 21. August 2006               | 24. November 2006        |
| Tenchu Z                                 | Xbox 360                   | 5. Oktober 2006         | 12. Juni 2007                 | 27. Juni 2007            |
| Tenchu Shadow Assassins                  | Wii / PlayStation Portable | 12. Februar 2009        | unbekannt                     | 31. März 2009            |